# Niecieszyn
Niecieszyn (ukr. Нетішин, Netiszyn) – miasto na Ukrainie, w rejonie szepetowskim (do 2020 roku w rejonie sławuckim) obwodzie chmielnickim, nad Horyniem. W 2024 roku liczyło 35 tys. mieszkańców. W południowej części miasta znajduje się Chmielnicka Elektrownia Jądrowa.

## Historia
Pierwsza wzmianka o miejscowości pochodzi z 1542 roku. Wieś była własnością Ostrogskich. W 1871 roku wzniesiono pierwszą szkółkę cerkiewną, a w 1931 roku wybudowano nową szkołę. W 1936 roku uruchomiono Niecieszyńską Elektrownię Wodną o mocy 325 kW i zelektryfikowano wieś. W 1977 roku Ministerstwo Energetyki i Elektryfikacji ZSRR podjęło decyzję o budowie Chmielnickiej Elektrowni Jądrowej i rozbudowie Niecieszyna. Budowę elektrowni rozpoczęto w 1981 roku. 5 maja 1981 roku przyznano miejscowości status osiedla typu miejskiego, a 21 sierpnia 1984 roku nadano prawa miejskie. Pod koniec 1987 roku uruchomiono pierwszy blok elektrowni. 21 października 1993 roku Niecieszyn otrzymał status miasta o znaczeniu obwodowym.

## Galeria

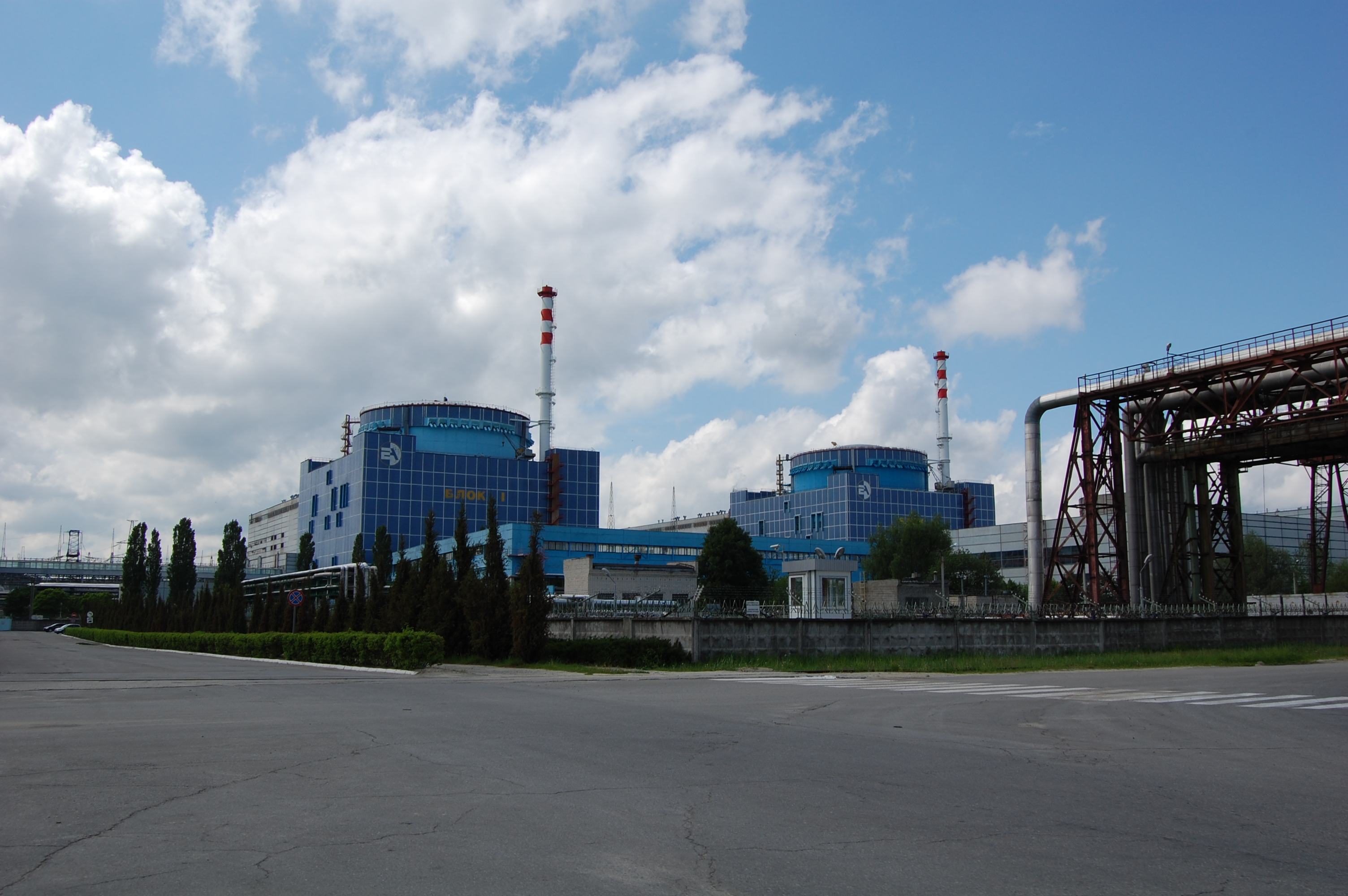
Chmielnicka Elektrownia Jądrowa
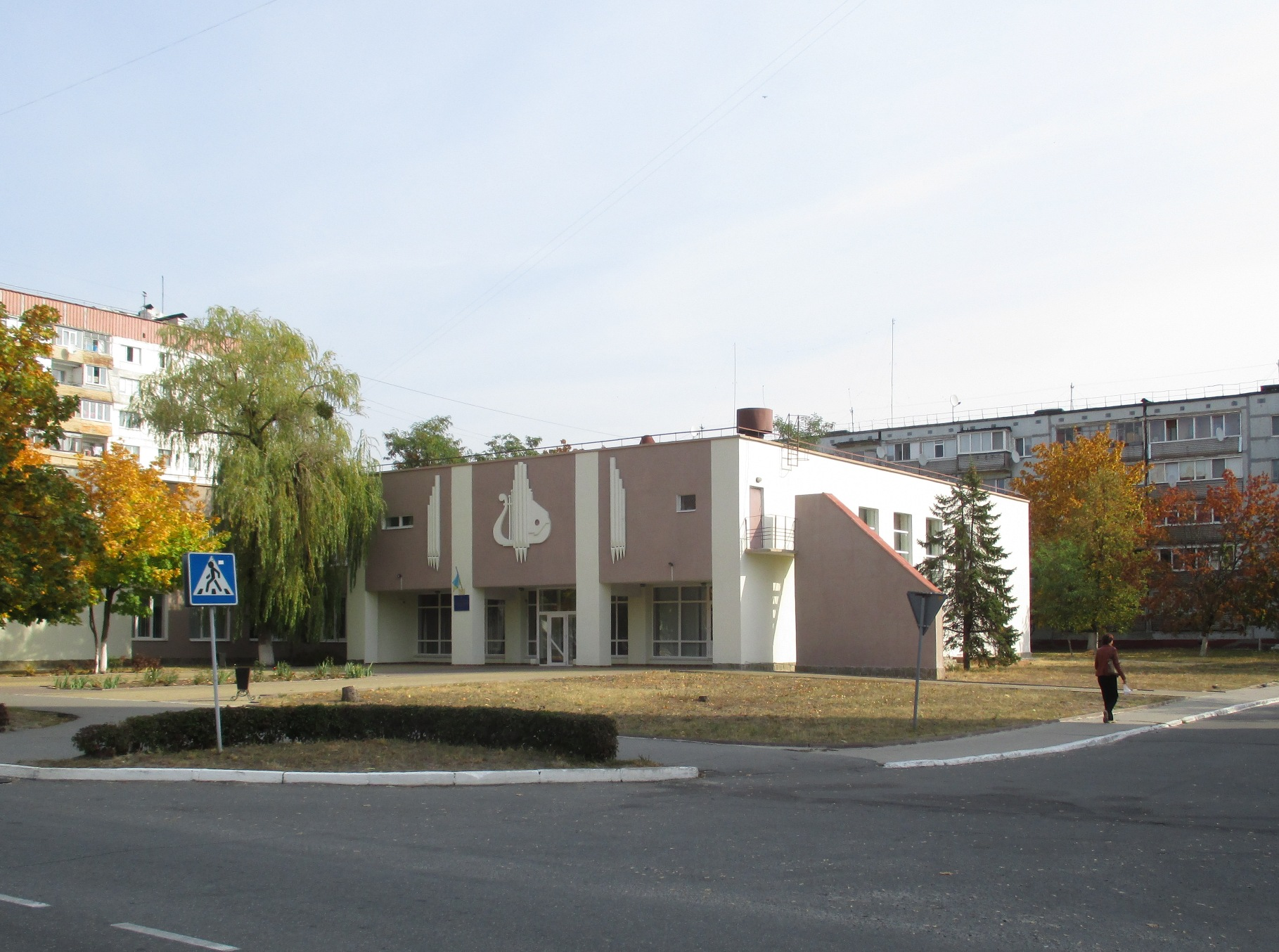
Szkoła muzyczna
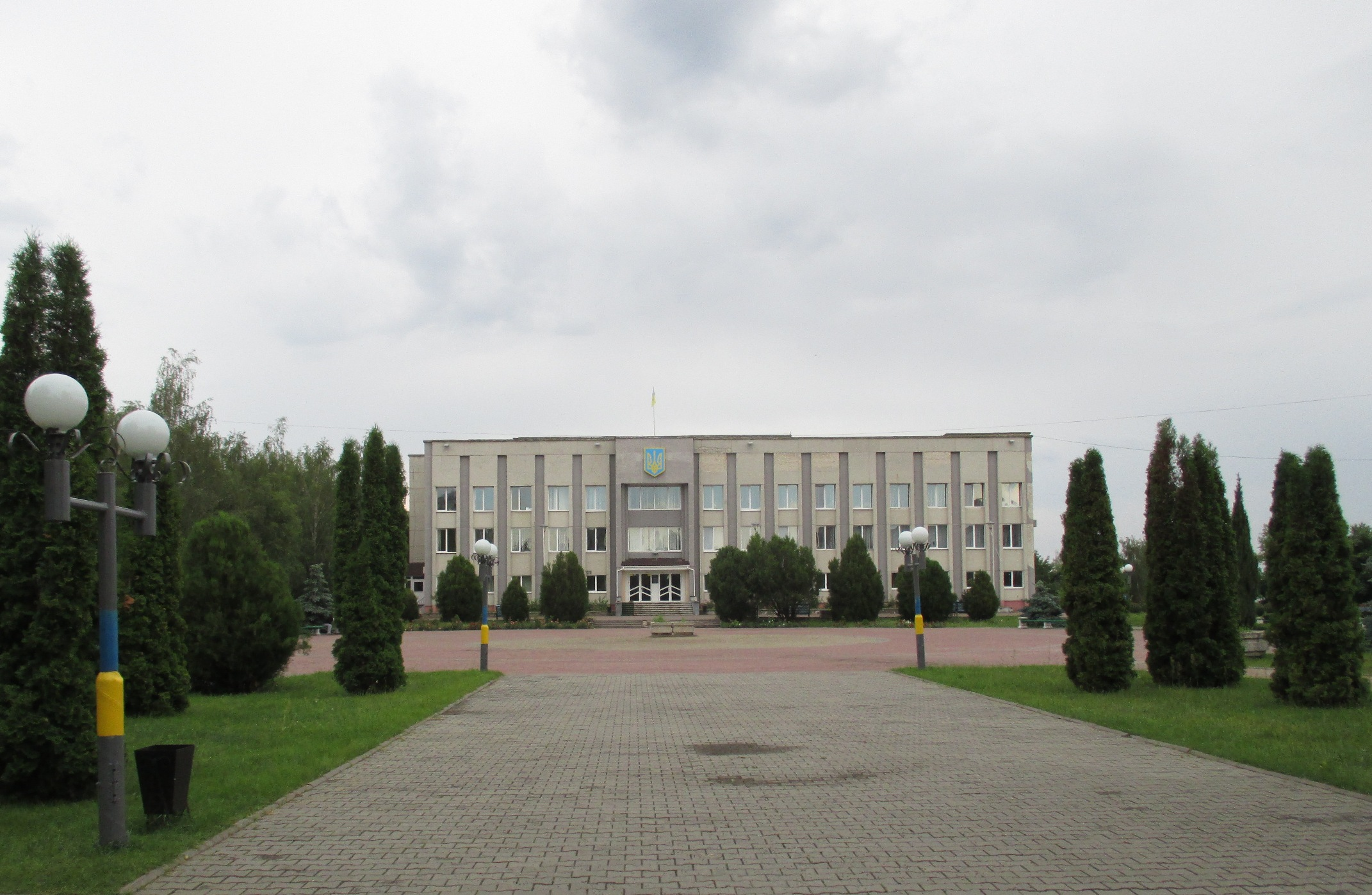
Rada miejska
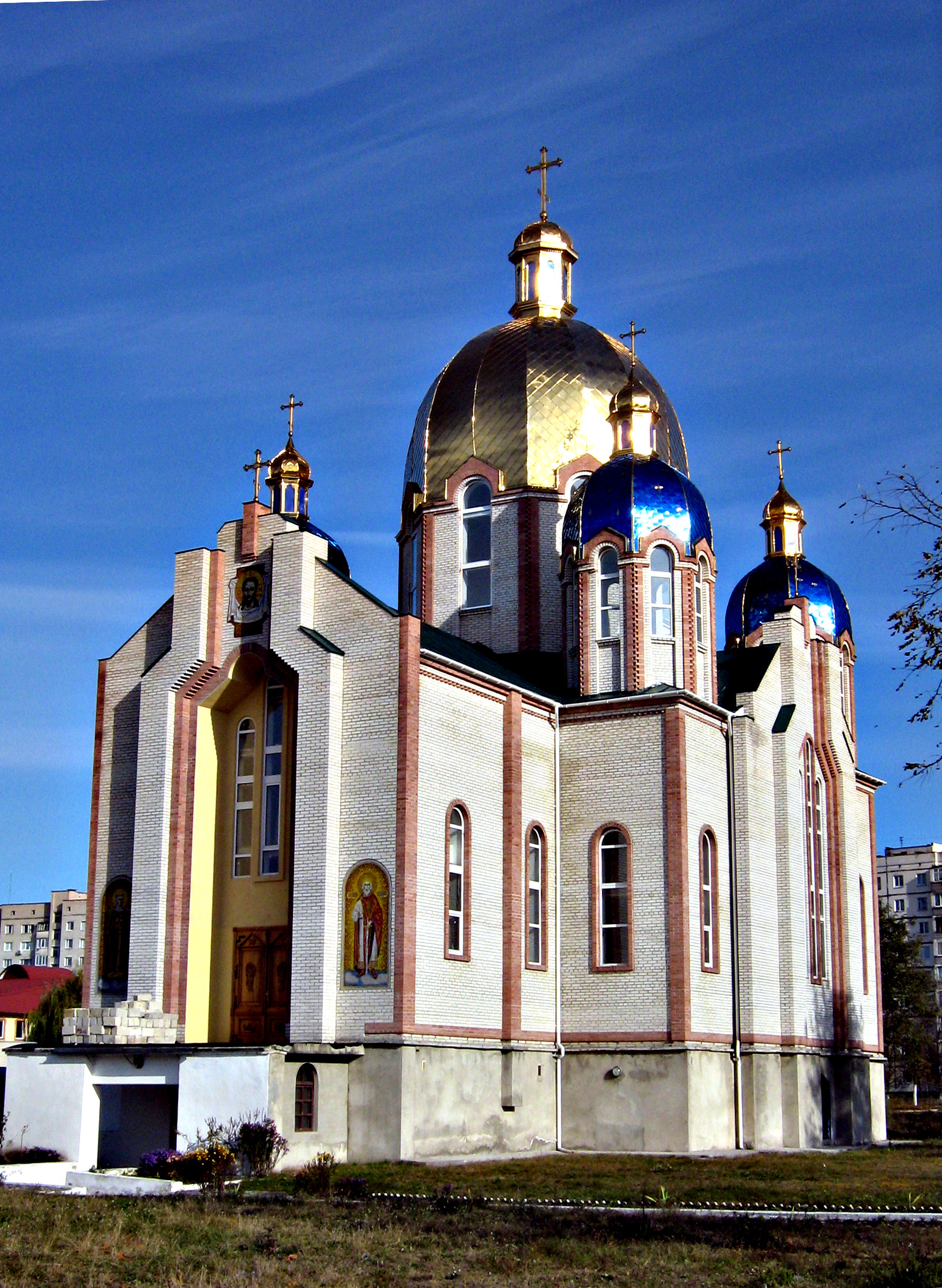
Cerkiew Kościoła Prawosławnego Ukrainy
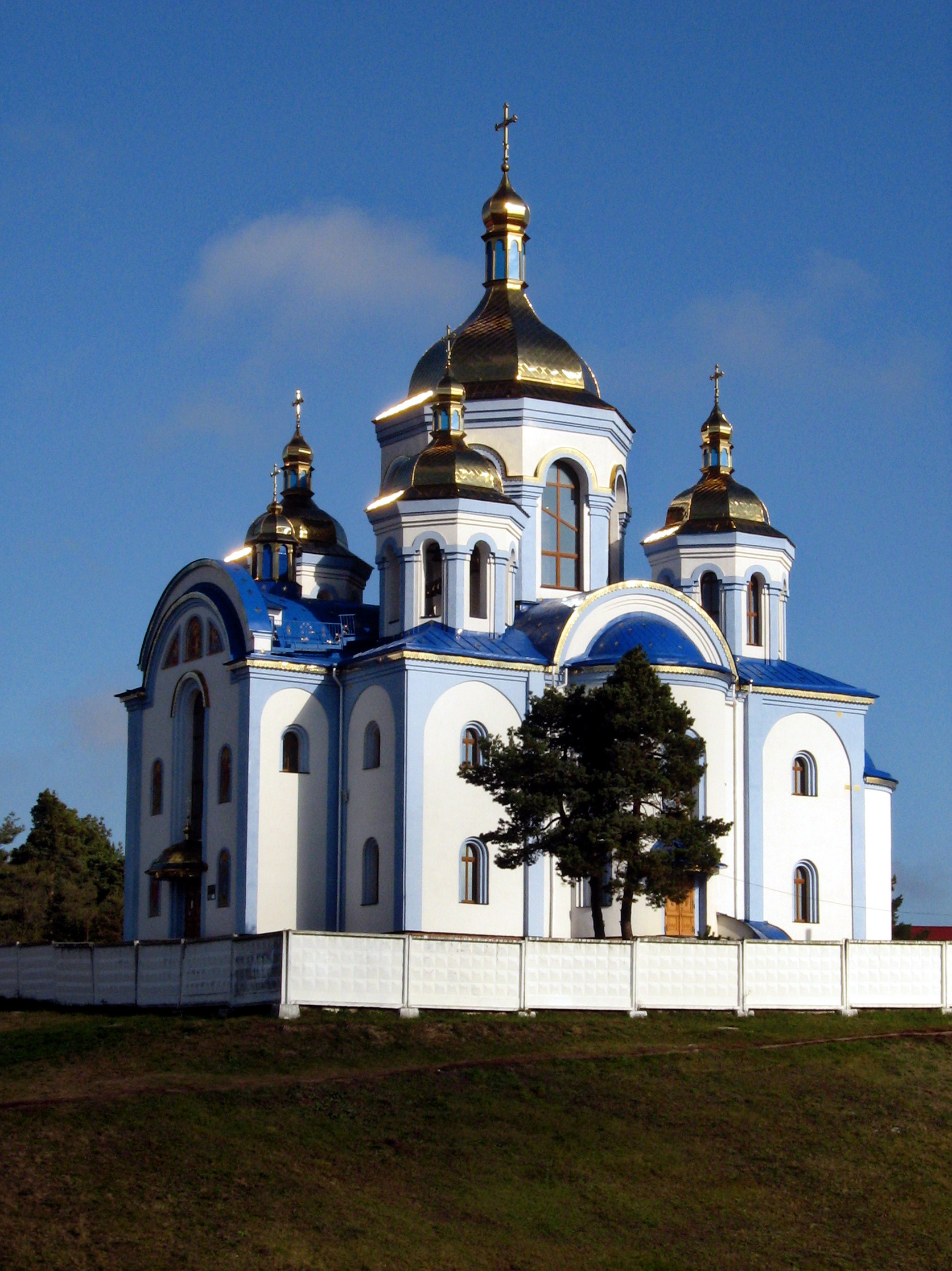
Cerkiew Ukraińskiego Kościoła Prawosławnego Patriarchatu Moskiewskiego